# بتلفیلد ۲: نبرد مدرن
بتلفیلد ۲: نبرد مدرن (به انگلیسی: Battlefield 2: Modern Combat) یک بازی ویدئویی در سبک تیراندازی اول شخص است که توسط دایس توسعه یافته و به‌وسیلهٔ الکترونیک آرتس و در سال ۲۰۰۵ منتشر شد. نبرد مدرن در پلت‌فرم‌های پلی‌استیشن ۲، ایکس‌باکس و ایکس‌باکس ۳۶۰ منتشر شده است.